# Mortification
Mortification ist eine christliche-Metal-Band aus Australien rund um Sänger und Bassist Steve Rowe. Genauer lässt sich die Musik in die Unterkategorien Death Metal und Thrash Metal einteilen. Neueres Material dagegen (ab ca. 1998) hat einen deutlichen Hardcore-Einschlag. Mortification haben in der Metal-Szene einen hohen Bekanntheitsgrad erreicht. Der Durchbruch gelang der Band mit dem Album Scrolls of the Megilloth, das in vielen Heavy-Metal-Zeitschriften sehr gute Kritiken erhielt und ihnen auf internationaler Ebene Aufmerksamkeit verschaffte.

## Bandgeschichte

### Der Anfang und die ersten Erfolge
Nachdem sich 1989 die christliche Thrash-Metal-Band Lightforce aufgelöst hatte, beschloss Bassist Steve Rowe 1990, Mortification zu gründen. Das Ziel der Band war es, eine Alternative zu traditionellen Death-Metal-Bands wie Carcass, Death oder Obituary anzubieten. Noch im selben Jahr wurde das Debütalbum Break the Curse aufgenommen, an dem Steve Rowe neben dem Bass auch die Aufgabe des Sängers übernahm. Es folgte ein Jahr später das selbstbetitelte Album Mortification, welches härter und schneller als der Vorgänger war. Schnell erlangte Mortification innerhalb Australiens den Ruf, die schnellste und lauteste Metal-Band weit und breit zu sein. Mit dem 92er-Album "Scrolls of the Megilloth" wurden sie über die Grenzen ihres Landes hinaus bei christlichen Metal-Fans, aber auch in der nicht-christlichen Metal-Szene bekannt. Aufgrund dessen kam es dazu, dass einige Black-Metal-Fans sich lautstark gegen diese „neue Szene“ aussprachen und vor allem Gründer und Frontmann Steve Rowe verbal angriffen. Als Antwort auf diese Attacken enthielten die Songtexte in den 1993 darauffolgenden Alben Post Momentary Affliction und dem Livealbum vom australischen Black Stump Festival Live Planetarium Textpassagen, die sich deutlich gegen den Satanismus richteten.
Auszug aus dem Lied Time Crusaders:
The progress of eons has passed.

We see that music lives on.

God created all styles.

Satan has only perverted.
Kurz darauf verließ Drummer Jayson Sherlock die Band und wechselte zur Doom-Metal-Band Paramaecium. Er wurde kurzfristig durch Phil Gibson ersetzt mit dem die Band zusammen das wohl meistverkaufte und bekannteste Album Mortifications Blood World herausbrachte. Durch den großen Erfolg starteten sie ihre erste Tour quer durch Europa und Amerika. Im Anschluss an die Tour verließen Michael Carlisle und Phil Gibson die Band und erst 1995 fand Steve Rowe den Gitarristen Bill Rice und den Schlagzeuger Jason Campell, mit denen er das sechste Studioalbum Primitive Rhythm Machine aufnahm, welches keine Death-Metal-Einflüsse mehr beinhaltete, sondern reiner Thrash Metal war. Nachdem das Schicksal der Band über mehrere Monate hinweg ungewiss war, da Steve kein festes Line-Up fand, wurde verkündet, das ab sofort Lincoln Bowen die Gitarre übernehmen und Keith Bannister, welcher eigentlich als Roadie bei der Band arbeitete, fortan als Drummer in der Band mitspielen sollte, nachdem er extra Unterricht dafür genommen hatte. Zusammen nahmen sie EnVision EvAngelen auf. Aufgrund des neuen Line-Up’s hatte sich auch der Stil der Band im Wesentlichen verändert. Vor allem das Intro des neuen Albums nahm eine Länge von 18 Minuten ein und hatte viele melodische Einflüsse. Ein darauffolgendes Konzert wurde auf zwei EPs unter den Namen Live whitout Fear und Noah sat down and listen to the Mortification EP, while having a coffee veröffentlicht.

### Rowes Krebserkrankung und weitere musikalische Wandel
Im Sommer des Jahres 1997 wurde bei Steve Rowe akute lymphatische Leukämie diagnostiziert, und es sah zeitweise so aus, als würde er die Krankheit nicht überleben. Auch eine Knochenmarkspende seines Vaters konnte den Krebs nicht stoppen. Als die Ärzte ihm nur noch wenige Stunden zu leben gaben, verzichtete er auf jede weitere ärztliche Hilfe und legte sich allein in „Gottes Hände“. 1998 kam die überraschende Nachricht, dass Steve den Krebs überlebt und erfolgreich bekämpft hatte.
Nach seiner sensationellen Heilung, die er durch seinen Glauben an Gott begründet, kam das Album Triumph of Mercy heraus, welches geprägt von Melodien und harten Riffs war. Bereits kurz vor der Produktion ging man schon wieder in Amerika auf Tour und spielte dank einer treuen Fangemeinde in ausverkauften Häusern. Es folgte 1999 ein weiteres Album namens Hammer of God, das mit 70 Minuten Spielzeit das längste Studioalbum der Band ist. Zudem enthielt es ein Medley aus vier Alben sowie drei Demoversionen aus dem Vorgängeralbum Triumph of Mercy. Zum zehnjährigen Bühnenjubiläum erschien 2000 ein weiteres Livealbum Ten Years Live Not Dead. Im Jahre 2001 heiratete Keith Bannister seine große Liebe und verließ deshalb die Band. Er wurde durch den damals 15-jährigen Adam Zafferese ersetzt. Mit dem neuen Drummer am Schlagzeug nahmen sie The Silver Cord is Served auf. Auf Wunsch von Lincoln Bowen enthielt das Album viele Elemente des Hardcores und somit wendete sich die Musikrichtung eher dem Power Metal zu. Vor allem für die Fans der früheren Alben war The Silver Cord is Served ein Schock.
Zusammen mit Adam und Lincoln startete Steve Rowe die erste Welttournee Mortifications und spielte sowohl in den USA, als auch Europa, Afrika und Südamerika. Lincoln Bowens Frau nahm die ganze Tour auf und es erschien die erste DVD Conquer the World. Noch im selben Jahr verließ Lincoln die Band, weil er sich mehr der Hardcore-Szene zugehörig fühlte. Ein Jahr später fanden Steve und Adam die beiden Gitarristen Mick Jelinic und Jeff Lewis und nahmen mit ihnen das elfte Studioalbum Relentless auf. Es folgten weitere Touren, unter anderem durch Deutschland. Aufgrund des Irak-Krieges fiel eine geplante Tournee durch Europa aus. 2003 wurde bekannt, dass Mortification an einem neuen Album arbeitete. Da Steve über die Aufnahmen hinaus in finanzielle Schwierigkeiten mit seiner eigenen Firma geriet und kurzfristig sein eigenes Tonstudio verkaufen musste, verzögerte sich das Release-Datum des Albums. Brain Cleaner erschien 2004 und war, wegen seines harten Sounds, mit dem 92er Album Scrolls of the Megilloth zu vergleichen. Mit dem neuen Album wechselte auch das Line-Up. Adam und Jeff Lewis verließen die Band und Mike Forsberg, der früher bei Cybergrind am Schlagzeug saß, wurde neuer Drummer der Band.
2006 erschien Erasing the Goblin, das 13. Studioalbum von Mortification, welches anfangs Impaling the Goblin heißen sollte, aber da dieser Name in manchen Kulturen einen sexuellen Zusammenhang hat, nannten sie das Album in Erasing the Goblin um. Das Album ähnelte im Gegensatz zu den Letzteren wieder mehr den Anfängen von Mortification, womit sie viele ihrer Fans zufriedenstellen konnten. Es folgte Live Humanitarian, ein weiteres Livealbum mit Aufnahmen von den Konzerten, nach Erasing the Goblin. Im Mai 2009 erschien das vorerst letzte Studioalbum mit dem Namen The Evil Addiction Destroying Machine. Wer das Album bereits vorbestellte bekam eine Eintragung auf der „Mortification Im-Mort-Alized Supporter List“, welche später im Internet veröffentlicht wurde. Ein Jahr später erschien ein weiteres Album zum 20-jährigen Jubiläum unter dem Namen Twenty Years in the Underdround.

## Texte
Sänger und Songwriter Steve Rowe bezieht sich in seinen Texten meistens auf Gott und auf Psalmen oder Verse der Bibel.
In manchen seiner Texte singt er aber auch über Krankheiten und das Elend der Menschen.
So heißt es zum Beispiel in dem Lied Human Condition:
Wars and famines, A.I.D.S. and broken lives

Drug offenses, damage to bring demise

Bury the dead in their coffins

Mankind is rotting away

Global misconceptions

Lies to steal your life
Er setzt aber auch ein deutliches Zeichen gegen den Satanismus.
Ein Beispiel aus dem Songtext von J. G. S. H.:
Jesus grind satans head

J.G.S.H.

Jesus grind satans head

Jesus grind satans head

his head is dead

his head is dead

his head is dead

his head is dead

## Cover-Artwork
Fast jedes Cover von Mortification hat seine eigene, meist christliche Bedeutung.
Break The Curse
Der Rabe stellt die Sünde und den Tod dar. Der Tod und die Auferstehung Jesu Christi hat den Fluch über die Sünde und den Tod gebrochen.
Mortification
Das wohl umstrittenste Cover von Mortification zeigt die Hölle als Feuersee (Offenbarung 20,13-15). Eine Säule aus Skeletten, die von dem Feuersee in den Himmel ragt, soll all die Seelen darstellen, welche den Glauben an Gott missachtet haben.
Scrolls Of The Megilloth
Das Cover stellt eine Höhle dar, in dessen Mitte die Schriftrollen des Megilloth liegen. Die Knochen um diese herum sollen die Menschen darstellen, bei denen das geistliche Leben stirbt, weil sie nie eine Einweisung in Gottes Worte bekommen haben.
Post Momentary Affliction
Ursprünglich sollte das Cover von Post Momentary Affliction anders aussehen, da aber Nuclear Blast damit nicht zufrieden war, wurde ein anderes gewählt. Das jetzige Cover zeigt zwei verfallene Häuser und im Hintergrund sticht die Freiheitsstatue in den Himmel. Es gibt Gerüchte, dass dieses Cover das verfallene World Trade Center zeigt, obwohl zu diesem Zeitpunkt die beiden Türme noch standen.
Einzig die auf Intense Records erschienene Version hat noch das ursprüngliche Cover. Dort ist, in einer bizarren Landschaft, eine weiße Treppe abgebildet, die zum Thron Gottes führt. Vor dem Thron liegt, in Richtung der Treppe, ein Schwert als Symbol für die Bibel. Auf dem Thron schwebt ein anatomisch dargestelltes Herz mit Dornenkrone, als Zeichen für Jesus Christus, sowie eine Flamme, die für den Heiligen Geist steht. Links vor der Treppe ist eine Hand mit Krallen zu sehen, die durch Lava bricht oder darin versinkt. Vermutlich stellt dies die Hand des Teufels dar.
Live Planetarium
Das Cover von Live Planetarium stellt auf der linken Seite einen Außerirdischen und auf der rechten Seite einen Dämonen dar. Nach der Meinung von Mortification, hat jeder, der meint einen Außerirdischen gesehen zu haben, in Wirklichkeit einen Dämonen gesehen, da der Teufel die Menschen betrügt, indem er ihnen verwirrende Dinge oder Gestalten zeigt.
Blood World
Das Bullauge auf Blood World soll die Sicht von Gott auf die Erde verdeutlichen. Das „rote Meer“ stellt Jesus vergossenes Blut dar, durch welches unsere Sünden wieder rein gewaschen werden.
Primitive Rhythm Machine
Der Schädel steht für Satan und all das Böse. Die drei Schwerter sollen die Kreuze von Golgatha darstellen, an denen Jesus Christus mit zwei Verbrechern gekreuzigt worden ist.
The Best Of Five Years
Das Cover von der The Best Of Five Years-CD stellt eine Vermischung der obengenannten Cover dar.
EnVision EvAngelene
Das Cover zeigt ein Stück Stoff, das zwischen zwei Pfosten befestigt und in einer bizarren Landschaft aufgestellt ist. Auf dem Banner steht hebräisch geschrieben „Jehovah Nissi“ (hebr. „Der Herr ist mein Feldzeichen“  2 Mos 17,15 ). Darüber befinden sich der Fisch, welcher für die Christen steht, der Davidsstern, der für die Juden steht und zwei Schwerter, die für die Bibel stehen. Die Krone soll noch einmal deutlich machen, dass Jesus Christus der König aller Könige ist.
Noah Sat Down And Listened To Mortification While Having A Coffee
Auf dem Cover sitzt Noah, der sich gerade eine Pause mit einem Kaffee gönnt, während er seine Arche baut. Zudem hört er gerade Mortification und ist von australischen Tieren umgeben.
Triumph Of Mercy
Auf dem Cover zu Triumph Of Mercy sieht man Steve Rowe, wie er von Engelsflügeln getragen wird. Es ist das erste Album nach seiner schweren Krebserkrankung.
Hammer Of God
Das Cover stellt den Davidsstern dar. Die Hämmer in der Mitte stehen für die Stärke Gottes, die Kronen stehen für seine alleinige Herrschaft.
The Silver Cord Is Severed
Das Cover stellt Steve’s Bass dar, von welchem alle vier Saiten durchtrennt wurden. Das Bild bezieht sich auf den Satz: „Bevor die silberne Schnur zerreißt und die goldene Schale zerspringt.“
Power, Pain and Passion
Die Hand bildet einen Kreis um die Wörter Power, Pain und Passion, die für den Dornenkranz stehen, der sich ebenfalls auf dem Cover befindet.
Relentless
Das Cover von Relentless ist voll mit Symbolik. Unter anderem befinden sich wieder die drei Schwerter auf dem Cover, die die Bibel symbolisieren. Der Panzer stellt die Streitmacht Gottes dar und das Brot mit dem Kelch das Opfer, das Jesus vor seinem Tod erbracht hat.
Brain Cleaner
Ein kleiner Junge sitzt in einer Bibliothek und liest die Bibel. Um ihn herum hat sich Nebel gebildet, die den heiligen Geist darstellen soll von dem der Junge erfüllt wird.

## Diskografie

### Studioalben
- 1991: Mortification (Nuclear Blast/Intense Records)
- 1992: Scrolls of the Megilloth (Nuclear Blast/Intense Records)
- 1993: Post Momentary Affliction (Nuclear Blast)
- 1994: Break the Curse 1990 (Nuclear Blast)[9]
- 1994: Blood World (Nuclear Blast)
- 1995: Primitive Rhythm Machine (Nuclear Blast/Intense Records)
- 1996: EnVision EvAngelene (Rowe Production/Nuclear Blast/Diamante)
- 1998: Triumph of Mercy (Rowe Production/Nuclear Blast)
- 1999: Hammer of God (Nuclear Blast/Metal Blade Records)
- 2001: The Silver Cord Is Severed (Nuclear Blast/Intense Records)
- 2002: Relentless (Rowe Productions)
- 2004: Brain Cleaner (Rowe Productions)
- 2006: Erasing the Goblin (Magic Circle Music)
- 2009: The Evil Addiction Destroying Machine (Rowe Productions)
- 2012: Scribe of the Pentateuch (Rowe Productions/Soundmass)
- 2015: Realm of the Skeletaur (Rowe Productions)

### Live-Alben
- 1993: Live Planetarium (Intense Records)
- 2000: Ten Years Live Not Dead (Jubiläums-Album) (Nuclear Blast/Metal Blade Records)
- 2007: Live Humanitarian (Rowe Productions)

### Jubiläums-Alben
- 1995: The Best of Five Years (Intense Records)
- 2000: Ten Years Live Not Dead (Nuclear Blast/Metal Blade Records)
- 2002: Ten Years: 1990 - 2000 Power, Pain and Passion (Jubiläums-Album) (Rowe Productions)
- 2010: Twenty Years in the Underdround (Nuclear Blast)

### EPs und Demos
- 1996: Live Without Fear (Rowe Productions)
- 1996: Noah Sat Down and Listened to the Mortification Live EP While Having a Coffee (Rowe Productions)

### Splits
- 1994: Tourniquet/Mortification (mit Tourniquet) (Intense Records)

### Videos und DVDs
- 1991: Metal Missionaries (Videokassette)
- 1994: Grind Planets (Videokassette/DVD) (Nuclear Blast)
- 1994: The History of Mortification (Videokassette)
- 1994: Live Planetarium (Videokassette/DVD) (Intense Records)
- 1996: EnVidion (Videokassette) (Rowe Productions)

### Sonstiges
- 1993: Death ...Is Just the Beginning II (Nuclear Blast)
- 1993: Hot Metal V: Screaming Truth (Intense Records)
- 1993: Five Years Nuclear Blast (Nuclear Blast)
- 1993: Heaven’s Metal Vol. 1 - Video Magazine (Video)
- 1994: Godspeed (Rowe Productions)
- 1994: Summer Blast 1994 (Nuclear Blast)
- 1994: Heaven’s Metal Vol. 3 - Video Magazine (Video)
- 1995: Death ...Is Just the Beginning III (Nuclear Blast)
- 1996: Hard and Heavy from Down Under (Madacy Christian)
- 1996: Modification: A Tribute to Steve Rowe and Mortification (Eigenproduktion)
- 1996: Death ...Is Just the Beginning IV (Nuclear Blast)
- 1997: Ten Years Nuclear Blast (Nuclear Blast)
- 1998: Heaven’s Metal Vol. 5 - Video Magazine (Video)
- 2001: Death ...Is Just the Beginning VI (Nuclear Blast)
- 2002: Death ...Is Just the Beginning Classics (DVD) (Nuclear Blast)
- 2002: Rock On Christian: Loud (Madacy Christian)
- 2005: Monsters of Death (DVD) (Nuclear Blast)
- 2005: Oz Mosh 2005 (Rowe Productions)